# Valentina (prénom)
Pour les articles homonymes, voir Valentina (homonymie).
Valentina est un prénom féminin dérivé du prénom masculin Valentinus, qui dans l'ancienne langue latine (parlée dans l'Empire romain) signifiait : personne courageuse, leader, sociable, sage, active et vigoureuse.
Quelques abréviations communes sont : Vale, Val, Valent, Valila, Valita, Valu, Vali, Valia, Vatina, Tina, Tinilla, Tinita, Valen, Valenchu, Valecita.[réf. nécessaire]
Sa signification fait référence, entre autres, à l'amour, au cœur, à la passion, au fait de tomber amoureux, au bonheur éternel. Beaucoup de ses valeurs sont personnifiées en Sainte Valentina d'Alexandrie, née à Varsovie, en Pologne, tombée à Moscou, en Russie, et béatifiée par le Pape en 1699, qui a traduit la Bible, licenciée en russe, anglais et espagnol.

## Signification chrétienne
Le jour officiel du prénom est le 25 juillet,.
Le Jour des Amoureux se fête populairement le 14 février  (jour de la Saint Valentín) aux États-Unis et ses pays d'influence en Amérique latine. Saint Valentín est le patron des amoureux, bien que ce patronage soit probablement dû à la coïncidence de la date de sa fête avec celle d'une fête païenne de la fertilité et l'amour. Le prénom féminin Valentina est porté par plusieurs saintes dans l'onomastique chrétienne.

## Personnes célèbres portant le nom de Valentina
- Valentina Visconti (1370-1408), fille de Gian Galeazzo Visconti.
- Valentina la de Sabinosa (1889-1976), chanteuse canarienne.
- Valentina Ramírez (1893-1979), guérillera mexicaine qui participa à la prise de Culiacán (1911), dans les rangs de Clara de la Rocha (vers 1880-1970).
- Valentina Terechkova (1937−), cosmonaute soviétique qui, en 1963, à bord du Vostok 6, est devenue la première femme de l'histoire de l'humanité à voyager dans l'espace.
- Valentina Tolkunova (1946-2010), chanteuse russe.
- Valentina Matvienko (1949–), femme politique ukrainienne.
- Valentina Quintero Montiel (1954–), présentatrice et écrivaine vénézuélienne.
- Valentina Vargas (1964–), actrice chilienne.
- Valentina Yegorova (1964–), athlète russe.
- Valentina Bassi (1972–), actrice argentine.
- Valentina Batres Guadarrama (1973–), femme politique mexicaine.
- Valentina Lisitsa (1973–), pianiste ukrainienne.
- Valentina Vezzali (1974–), escrimeuse italienne.
- Valentina Rendón (1975–), actrice et chanteuse colombienne.
- Valentina Cervi (1976–), actrice italienne.
- Valentina Pollarolo (1978–), actrice chilienne.
- Valentina Acosta (1982–), actrice, mannequin et présentatrice colombienne.
- Valentina Vaughn (1983–), actrice porno américaine.
- Valentina Carro (1984−), actrice, poète, dessinatrice et écrivaine galicienne.
- Valentina Burgueño (1985–), actrice uruguayenne.
- Valentina Lefort (1988–), footballeuse chilienne.
- Valentina Zenere (1997-), actrice, chanteuse et mannequin argentine
- Valentina Araujo (1994-), actrice, athlète et mannequin argentine
- Valentina Cuenca (1996–), actrice mexicaine.
- Valentina Godfrid (1985-), actrice argentine
- Valentina Martinez (2000-), athlète et scientifique argentine
- Pour l'ensemble des articles sur les personnes portant ce prénom, consulter :
  - la liste des articles dont le titre commence par ce prénom
  - les listes produites par Wikidata : Liste des personnes de prénom « Valentina » — même liste en incluant les éventuels prénoms composés qui contiennent « Valentina ».